# 全職
全職（英語：Full-time），全职工作是指相对长期、稳定的工作模式，通常用正常上下班时间来划分工作日和休息日、工作有受一定限制的特性。再多数国家指工作超过35-40小时每周。全职员工又被称为正式员工。

## 各地情況
關於各地所定義的全職工作時數：
- 在 臺灣，通常指每日工作滿8小時，或每周工作滿40小時。
- 在 美国，通常指每周工作滿32～40小時。
- 在 法國，通常指每周工作滿35小時。
- 在 德国，通常指每周工作滿35～40小時。
- 在 丹麦，通常指指每周工作滿37小時。
- 在 冰島，通常指指每周工作滿40小時。
- 在 ，通常指指每周工作滿38～40小時。
- 在 英国，通常指每周工作滿35小時。

一個不是責任制的全職勞工，如果工作超過時間（加班），有時會在薪水中，加計加班費。